# Miriam Beblo
Miriam Beblo (* 11. Februar 1970) ist eine deutsche Ökonomin.

## Leben
Sie studierte Volkswirtschaftslehre an der TU Berlin und an der University of British Columbia. Nach der Promotion 2000 zur Dr. rer. pol. an der FU Berlin ist sie seit 2012 Professorin für Volkswirtschaftslehre, insbesondere Arbeit, Familie, Migration, Gender an der Universität Hamburg.

## Schriften (Auswahl)
- Bargaining over time allocation. Economic modeling and econometric investigation of time use within families, Heidelberg 2001, ISBN 3-7908-1391-5.
- mit Denis Beninger (2016): Do husbands and wives pool their incomes? A couple experiment, Review of Economics of the Household, 15(3), 779–805.
- mit Luise Görges (2018): On the nature of nurture. The malleability of gender differences in work preferences, Journal of Economic Behavior and Organization, 151, 19–41.
- mit Luise Görges und Eva Markowsky (2020): Gender matters in language and economic behaviour - Can we measure a causal cognition effect of speaking?, Labour Economics, 65.
- mit Julia Schneider und Pauline Cremer (2021): Money Matters – Ein Comic Essay über Geld, tredition Verlag, 164 Seiten, Hardcover, ISBN 9783347312128